# Paul Amey
Paul Amey (Dunedin, 27 juli 1973), bijgenaamd Amos, is een Britse en van oorsprong Nieuw-Zeelandse duatleet, triatleet en aquatleet uit Benfleet. Hij werd tweemaal wereldkampioen duatlon op de korte afstand.
In 1992 werd won hij met zijn team namens op het WK junioren in Canada een gouden medaille bij het team klassement. In 2005 werd hij in Newcastle wereldkampioen duatlon in een tijd van 1:56.28. In 2008 kreeg hij door een jurybesluit de wereldtitel duatlon op de korte afstand toebedeeld, na protest van de Belg Rob Woestenborghs bij het TAS verloor hij deze nadat Woestenborghs in het gelijk werd gesteld.

## Titels
- Wereldkampioen duatlon - 2005, 2007

## Belangrijkste prestaties

### triatlon
- 1997: 7e WK olympische afstand in Perth - 1:50.00
- 1998:  WK olympische afstand in Lausanne - 1:55.57
- 1998:  iron Tour
- 1999:  iron Tour
- 1999:  French Grand Prix Series
- 2000:  iron Tour
- 2001:  triatlon van Noose
- 2002: 8e EK olympische afstand in Győr - 1:48.51
- 2003: 6e EK olympische afstand in Karlovy Vary - 1:57.09
- 2004: 71e WK olympische afstand in Funchal - 1:50.52
- 2005: 37e WK olympische afstand in Gamagōri - 1:52.58
- 2008:  EK lange afstand in Gerardmer - 6:22.32
- 2008: 16e Ironman Hawaï - 8:48.58
- 2011: 4e Ironman Nice - 8:47.01
- 2011:  Ironman Arizona - 8:01.29
- 2012:  Ironman Nice - 8:42.48
- 2012: 22e Ironman Arizona - 8:49.54
- 2013:   Ironman Texas - 8:25.06
- 2013: 11e Ironman Mont-Tremblant - 8:51.31
- 2013:  Ironman Canada - 8:53.27
- 2013: 18e WK - 8:39.20

### duatlon
- 2005:  WK korte afstand in New Castle - 1:56.28
- 2007:  WK korte afstand in Gyor - 1:40.51
- 2008:  WK korte afstand in Rimini - 1:48.00
- 2009: 28e WK korte afstand in Concord - 1:53.58

### aquatlon
- 1999:  WK in Noosa